# 白鹿岳
白鹿岳（しらがだけ）は、鹿児島県曽於市の北西部に位置する山。標高は603.9mで、曽於市で最も標高の高い場所である。旧曽於郡8か町でもっとも標高の高い場所でもあった。

## 概要
山頂には白鹿岳森林公園が整備され、展望所からは鹿児島湾（錦江湾）や桜島、高隈山、霧島連山等のパノラマを楽しむ事ができる。また、山頂には地上デジタル放送の財部中継局も設置され、2008年9月20日より放送を開始している。
四万十層群の堆積岩からなり、地質学的には高隈山地に属する。

## 近隣の山
- 山神 （467.4m）
- 堂山 （439.0m）

## 歴史
1599年（慶長4年）に起きた庄内の乱において島津氏側がこの山に陣を構えた。島津義久は西南部の花平営、山田有信は東側山腹の黒棚塁に布陣したと言われる。またこのとき旗を立てた場所は高旗ヶ野と呼ばれている。